# Carpobrotus rossii
Carpobrotus rossii es una especie de planta suculenta perteneciente a la familia de las aizoáceas. Es nativa del sur de Australia.

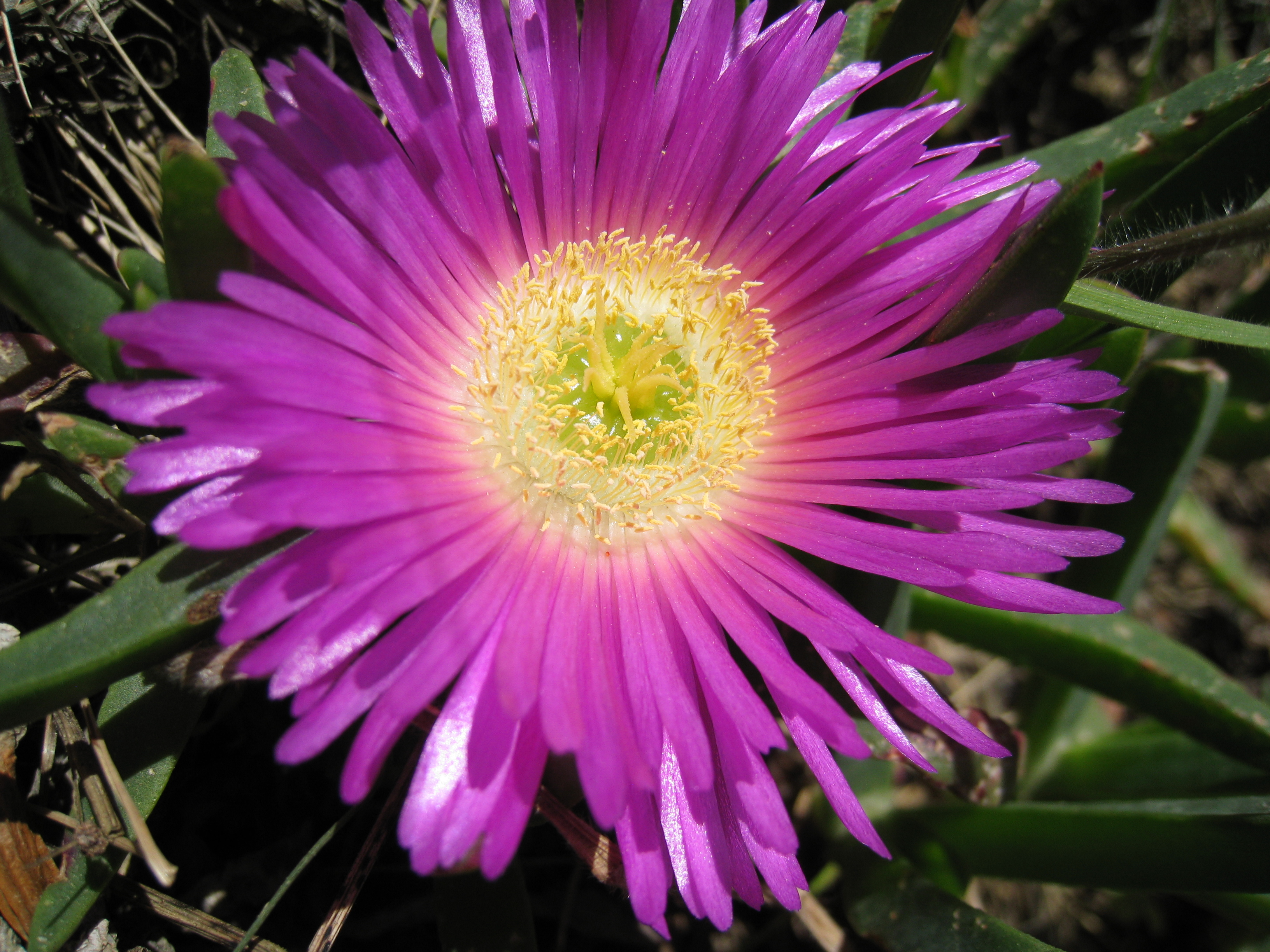
detalle de la flor

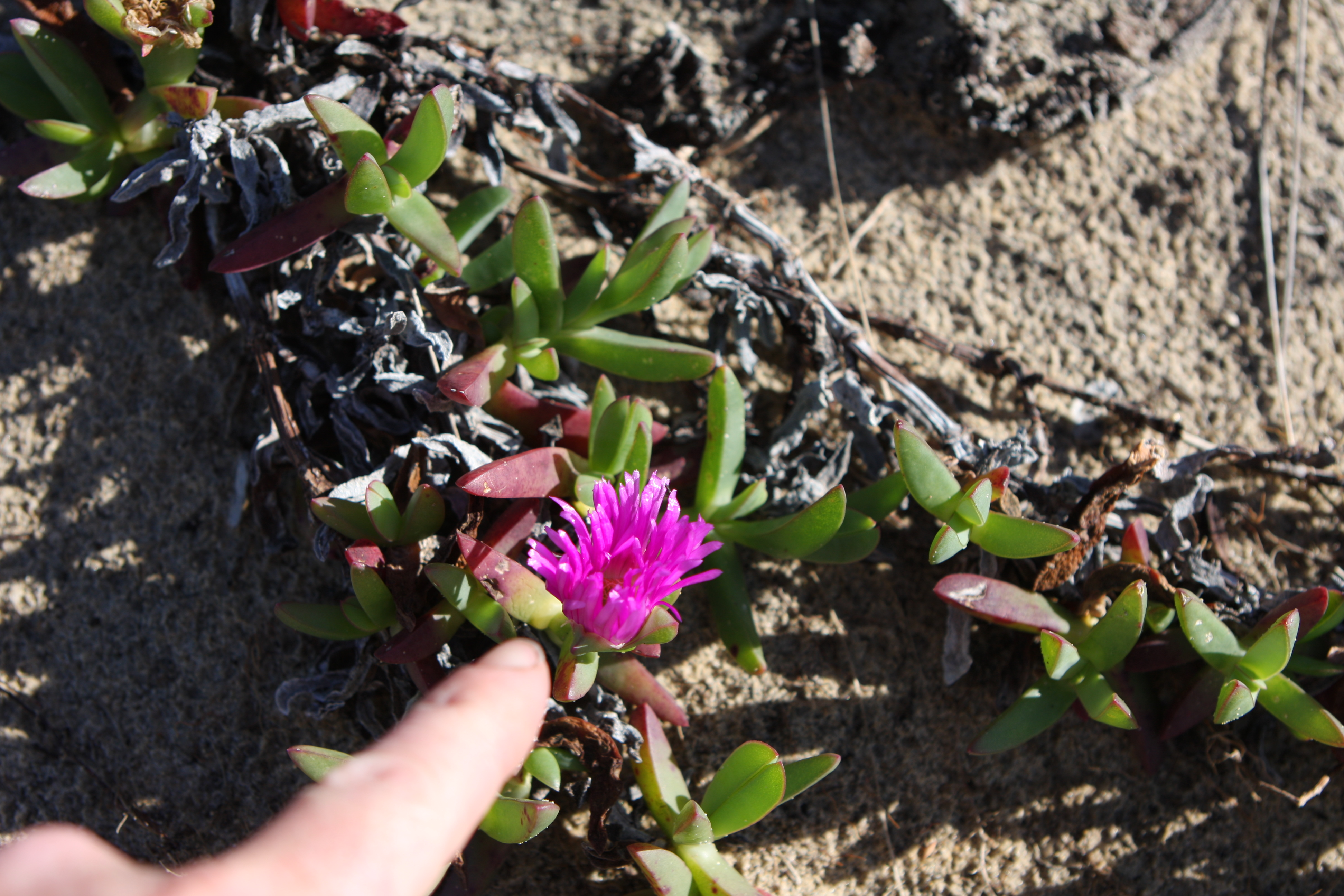
En su hábitat

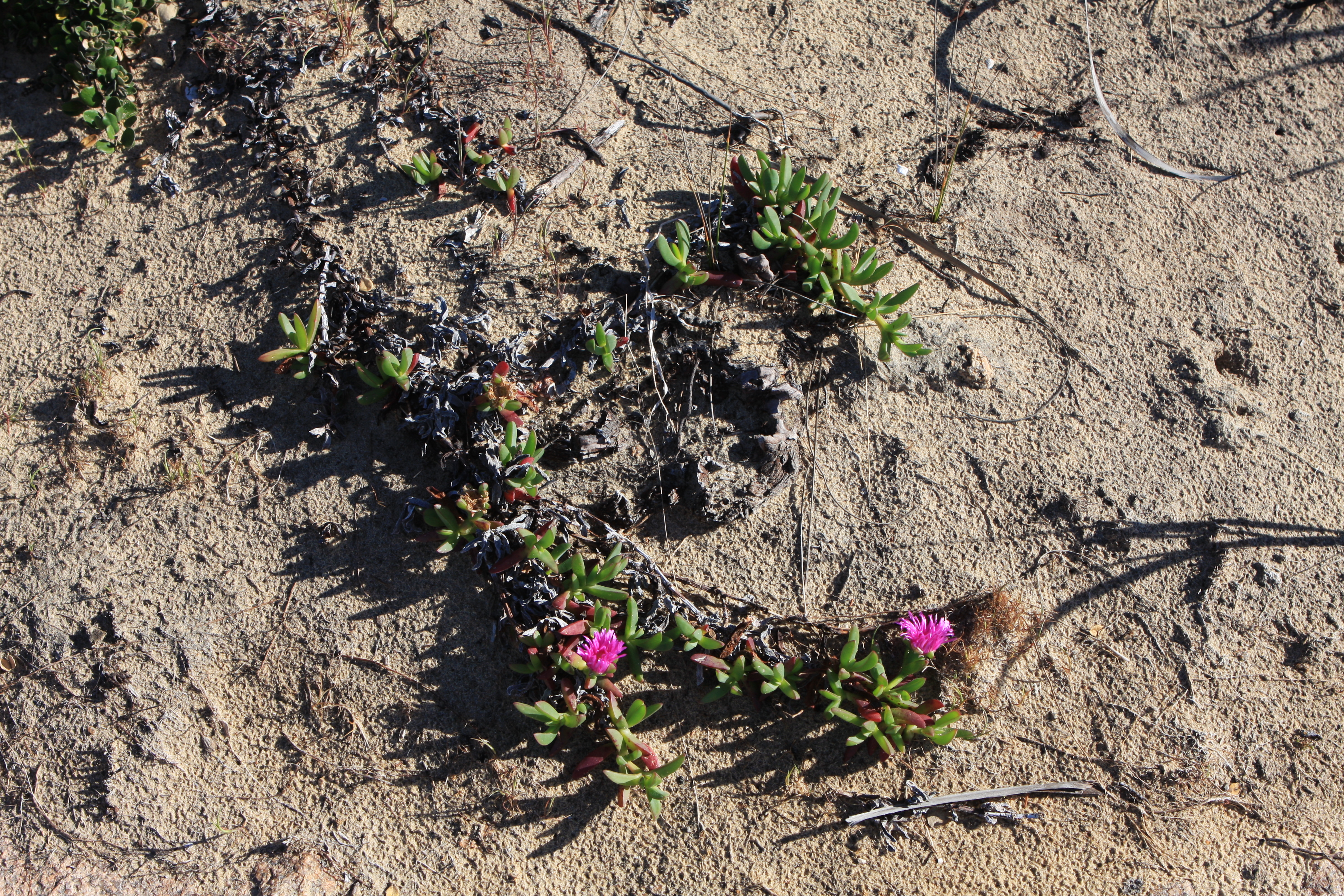
Vista de la planta

## Descripción
Es una planta suculenta con hojas de 3.5-10 cm de largo y 1 cm de ancho, curvas o rectas en raras ocasiones. Las flores son de color púrpura claro de 6 cm de amplitud. La fruta es globular de color rojo púrpura de 2,5 cm de largo y 1,5 cm de ancho.

## Distribución y hábitat
La especie se encuentra en los estados de Australia Occidental, Australia del Sur, Tasmania y Victoria. Se producen durante todo el año en grandes zonas que cubren las dunas de arena cerca del mar, debido a su naturaleza robusta y resistencia a la sal.

## Usos
Los aborígenes se comen las frutas frescas y secas. Las hojas saladas se comen con la carne.
Carpobrotus rossii contiene un extracto significativo de antioxidante in vitro, antiagregantes plaquetarios y, potencialmente, una actividad antiinflamatoria.

## Taxonomía
Carpobrotus rossii fue descrito por (Haw.) Schwantes y publicado en Gartenflora 77: 68. 1928.
Etimología
Carpobrotus: nombre genérico que deriva del griego karpos (fruta) y brota (comestible) y se refiere a que son frutas comestibles.
rossii: epíteto otorgado en honor del botánico y explorador inglés James Clark Ross.
Sinonimia
- Mesembryanthemum rossii Haw.[7]